# Smittia betuletorum
Smittia betuletorum är en tvåvingeart som beskrevs av Edwards 1941. Smittia betuletorum ingår i släktet Smittia och familjen fjädermyggor. Arten är reproducerande i Sverige. Inga underarter finns listade i Catalogue of Life.